# Kraftwerk Tanjung Kling
Das Kraftwerk Tanjung Kling (bzw. Tanjong Kling) ist ein GuD-Kraftwerk im Bundesstaat Malakka, Malaysia, das an der Straße von Malakka gelegen ist. Die Stadt Malakka liegt ungefähr 8 km östlich des Kraftwerks.
Das Kraftwerk ist im Besitz der Pahlawan Power Sdn Bhd. (PPS) und wird auch von PPS betrieben. Edra Power Holdings Sdn Bhd (Edra) hält 100 % an PPS. Edra ist eine Tochter der China General Nuclear Power Group.

## Kraftwerksblöcke
Das Kraftwerk besteht aus drei Blöcken. Die folgende Tabelle gibt einen Überblick:
| Block | Max. Leistung (MW) | Betriebsbeginn | Turbine | Generator | Dampfkessel |
| ----- | ------------------ | -------------- | ------- | --------- | ----------- |
| 1     | 110 (bzw. 106)     | 06.08.1999     | GE      | GE        | N/E         |
| 2     | 110 (bzw. 106)     | 06.08.1999     | GE      | GE        | N/E         |
| 3     | 110 (bzw. 118)     | 06.08.1999     | GE      | GE        | N/E         |

Das Kraftwerk besteht aus zwei Gasturbinen sowie einer nachgeschalteten Dampfturbine. An beide Gasturbinen ist jeweils ein Abhitzedampferzeuger angeschlossen; die Abhitzedampferzeuger versorgen dann die Dampfturbine.